# Giōrgos Naoum
Giōrgos Naoum (in greco Γιώργος Ναούμ?; Strovolos, 21 febbraio 2001) è un calciatore cipriota, centrocampista dell'AEK Larnaca.

## Carriera

### Club
Cresciuto nel settore giovanile dell'APOEL, il 28 febbraio 2019 si trasferisce al Padova; tornato in patria, viene tesserato dall'AEK Larnaca, riportando tuttavia la rottura del legamento crociato anteriore nel successivo mese di novembre. Esordisce tra i professionisti il 22 gennaio 2021, nella partita di A' katīgoria vinta per 3-1 contro l'Ermīs Aradippou; il 26 maggio seguente rinnova con il club giallo-verde fino al 2024.

### Nazionale
Ha giocato nelle nazionali giovanili cipriote Under-17 ed Under-21.

## Statistiche

### Presenze e reti nei club
Statistiche aggiornate al 28 ottobre 2022.
| Stagione        | Squadra         | Campionato      | Campionato | Campionato | Coppe nazionali | Coppe nazionali | Coppe nazionali | Coppe continentali | Coppe continentali | Coppe continentali | Altre coppe | Altre coppe | Altre coppe | Totale | Totale | Totale |
| Stagione        | Squadra         | Comp            | Pres       | Reti       | Comp            | Pres            | Reti            | Comp               | Pres               | Reti               | Comp        | Pres        | Reti        | Pres   | Reti   |        |
| --------------- | --------------- | --------------- | ---------- | ---------- | --------------- | --------------- | --------------- | ------------------ | ------------------ | ------------------ | ----------- | ----------- | ----------- | ------ | ------ | ------ |
| 2020-2021       | AEK Larnaca     | A               | 9          | 0          | CC              | 0               | 0               |                    | -                  | -                  |             | -           | -           | 9      | 0      |        |
| 2021-2022       | AEK Larnaca     | A               | 9          | 0          | CC              | 5               | 1               |                    | -                  | -                  |             | -           | -           | 14     | 1      |        |
| 2022-2023       | AEK Larnaca     | A               | 5          | 0          | CC              | 0               | 0               | UCL+UEL            | 0+6                | -                  |             | -           | -           | 11     | 0      |        |
| Totale carriera | Totale carriera | Totale carriera | 23         | 0          |                 | 5               | 1               |                    | 6                  | 0                  |             | -           | -           | 33     | 1      |        |

### Cronologia presenze e reti in nazionale
| Cronologia completa delle presenze e delle reti in nazionale ― Cipro under 21 | Cronologia completa delle presenze e delle reti in nazionale ― Cipro under 21 | Cronologia completa delle presenze e delle reti in nazionale ― Cipro under 21 | Cronologia completa delle presenze e delle reti in nazionale ― Cipro under 21 | Cronologia completa delle presenze e delle reti in nazionale ― Cipro under 21 | Cronologia completa delle presenze e delle reti in nazionale ― Cipro under 21 | Cronologia completa delle presenze e delle reti in nazionale ― Cipro under 21 | Cronologia completa delle presenze e delle reti in nazionale ― Cipro under 21 |
| Data                                                                          | Città                                                                         | In casa                                                                       | Risultato                                                                     | Ospiti                                                                        | Competizione                                                                  | Reti                                                                          | Note                                                                          |
| ----------------------------------------------------------------------------- | ----------------------------------------------------------------------------- | ----------------------------------------------------------------------------- | ----------------------------------------------------------------------------- | ----------------------------------------------------------------------------- | ----------------------------------------------------------------------------- | ----------------------------------------------------------------------------- | ----------------------------------------------------------------------------- |
| 25-3-2021                                                                     | Atene                                                                         | Grecia under 21                                                               | 0 – 0                                                                         | Cipro under 21                                                                | Qual. Europeo Under-21 2023                                                   | -                                                                             |                                                                               |
| 3-9-2021                                                                      | Eschen                                                                        | Liechtenstein under 21                                                        | 0 – 6                                                                         | Cipro under 21                                                                | Qual. Europeo Under-21 2023                                                   | -                                                                             | 46’                                                                           |
| 7-9-2021                                                                      | Larnaca                                                                       | Cipro under 21                                                                | 6 – 0                                                                         | Liechtenstein under 21                                                        | Qual. Europeo Under-21 2023                                                   | -                                                                             |                                                                               |
| 26-3-2022                                                                     | Achna                                                                         | Cipro under 21                                                                | 0 – 1                                                                         | Bielorussia under 21                                                          | Qual. Europeo Under-21 2023                                                   | -                                                                             |                                                                               |
| 29-3-2022                                                                     | Achna                                                                         | Cipro under 21                                                                | 1 – 1                                                                         | Islanda under 21                                                              | Qual. Europeo Under-21 2023                                                   | -                                                                             | 46’                                                                           |
| 1-6-2022                                                                      | Erevan                                                                        | Bielorussia under 21                                                          | 2 – 0                                                                         | Cipro under 21                                                                | Qual. Europeo Under-21 2023                                                   | -                                                                             | 57’                                                                           |
| 6-6-2022                                                                      | Achna                                                                         | Cipro under 21                                                                | 3 – 0                                                                         | Grecia under 21                                                               | Qual. Europeo Under-21 2023                                                   | 1                                                                             | 58’                                                                           |
| 11-6-2022                                                                     | Reykjavík                                                                     | Islanda under 21                                                              | 5 – 0                                                                         | Cipro under 21                                                                | Qual. Europeo Under-21 2023                                                   | -                                                                             | 59’                                                                           |
| Totale                                                                        |                                                                               | Presenze                                                                      | 8                                                                             |                                                                               | Reti                                                                          | 1                                                                             |                                                                               |

## Palmarès
- Coppa di Cipro: 1

AEK Larnaca: 2024-2025